# Solanum runsoriense
Solanum runsoriense är en potatisväxtart som beskrevs av Charles Henry Wright. Solanum runsoriense ingår i släktet skattor som ingår i familjen potatisväxter. Inga underarter finns listade i Catalogue of Life.